# Library Quarter

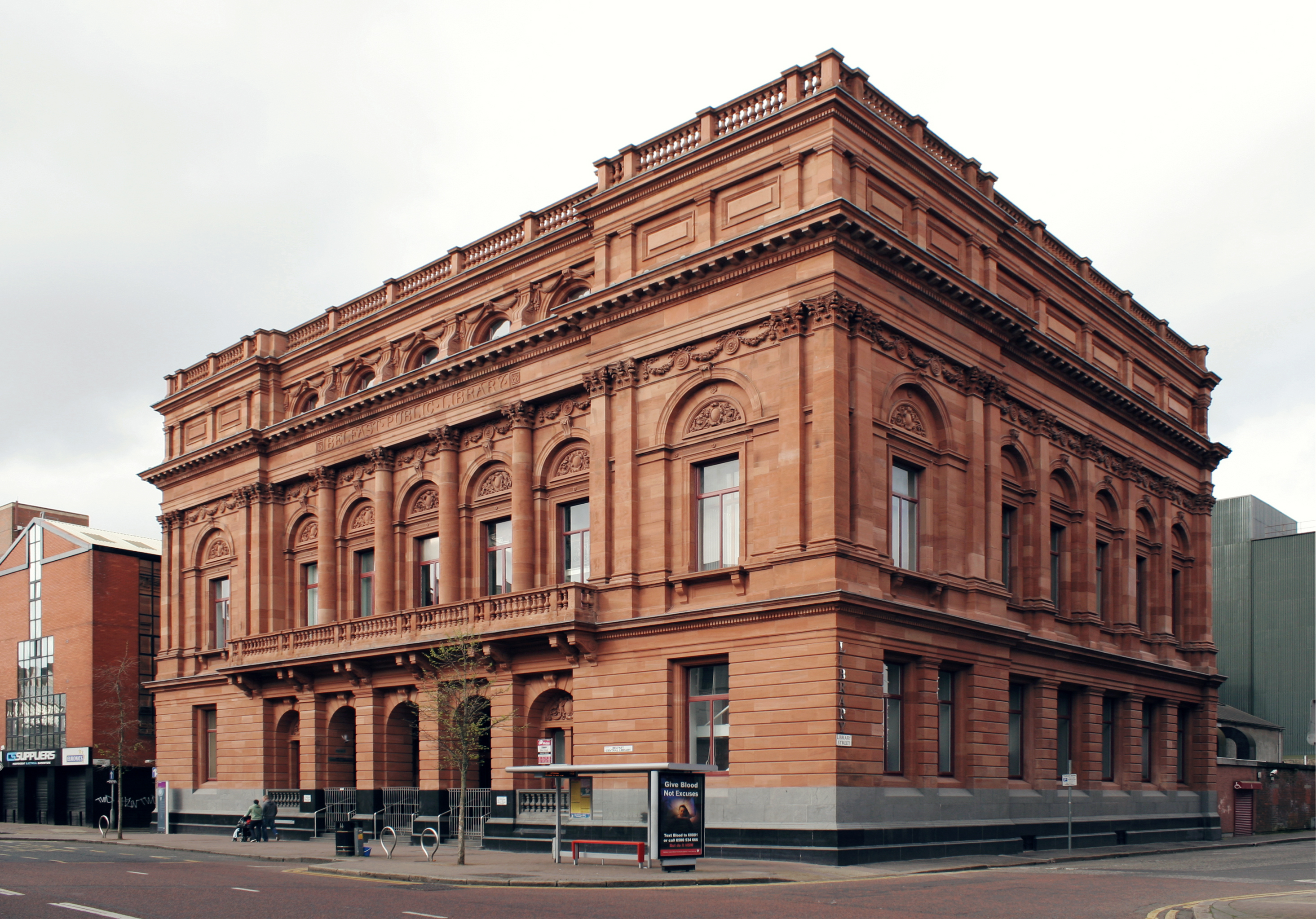
Biblioteca centrale di Belfast

Il Library Quarter, a volte indicato come Scotch Quarter e Press Quarter, è l'area del centro di Belfast situata intorno alla Biblioteca centrale di Belfast su Royal Avenue. Il Library Quarter è delimitato da Royal Avenue, Donegall Street, Carrick Hill e North Street. Altri importanti occupanti dell'area includono due giornali, il Belfast Telegraph e l'Irish News.